# 罗奇代尔纪念碑
罗奇代尔纪念碑是西北英格蘭大曼徹斯特郡羅奇代爾海濱大道的第一次世界大战纪念物，由埃德溫·魯琴斯爵士设计。他的伦敦战争纪念碑广受好评，于是又设计七座类似纪念物，罗奇代尔纪念碑便是其中颇具雄心的作品。纪念碑1922年揭幕，凸起的平台一边是鲁琴斯标志设计世界大战纪念石；另一边是十米高的衣冠冢纪念塔，塔顶是躺卧军人雕像，纪念塔东北和西南各有两面彩绘石旗。
1919年2月罗奇代尔举办公开会议，决定为牺牲军人立碑，并为伤亡军人及其家属设立基金。大会委托鲁琴斯设计纪念物，他的原有设计是罗奇河上桥梁，但地方名流在罗奇代尔市政厅附近购买土地后捐出，用于容纳纪念物。鲁琴斯修改设计，第十七代德比伯爵爱德华·斯坦利1922年11月26日为纪念碑揭幕。罗奇代尔纪念碑1985年入选二级登錄建築，2015年鲁琴斯所有战争纪念建筑入选“国家收藏”之际升为一级。

## 背景
第一次世界大战造成的人员伤亡前所未有，战后涌现成千上万的戰爭紀念建築，几乎所有城镇都为牺牲的儿女立碑。《康边停战协定》签署三个月后，罗奇代尔市长1919年2月10日召集公开会议，探讨城内纪念建筑事宜。会上决定竖立纪念碑并为两千阵亡军人的家属、以及伤残军人及其家属设立基金。公众一共筹集29443英镑10先令，远超后来12611英磅的纪念碑耗资。

## 委托
1919年2月的公开会议决定委托埃德温·鲁琴斯爵士为纪念物掌舵，他是英国极具盛名的战争纪念物设计师，英格兰历史建筑暨遗迹委员会称赞他是“所在世代具有领导地位的英国建筑师”。鲁琴斯靠为有钱人设计乡村别墅成名，一战对他影响很大，从1917年开始就把大部分时间投入战争伤亡纪念建筑设计。他的作品包括：位于伦敦白厅的第一次世界大战阵亡将士纪念碑是英国休战纪念星期日活动焦点，位于法国蒂耶普瓦勒的蒂耶普瓦勒纪念碑是世界上最大的英国战争纪念建筑，还有英联邦国殇纪念坟场管理委员会所有大型墓地的世界大战纪念石。
鲁琴斯提议在罗奇代尔市政厅前方修建纪念桥跨过罗奇河，当时该河直接从城中心流过，后来才流入涵洞。桥上有世界大战纪念石，桥两头有军人躺在棺木上的雕像。罗奇代尔议员、前市长威廉·坎利夫买下河对岸破损失修的18世纪别墅并捐出，用作战争纪念物地点。该建筑曾在战争期间充当征兵站，是颇令当地居民辛酸的所在。鲁琴斯于是放弃原有设计，决定拆除别墅改立衣冠冢和世界大战纪念石。他共以广受好评的伦敦战争纪念碑为原型设计七座衣冠冢，罗奇代尔纪念碑便是其中颇具雄心的作品。

## 设计

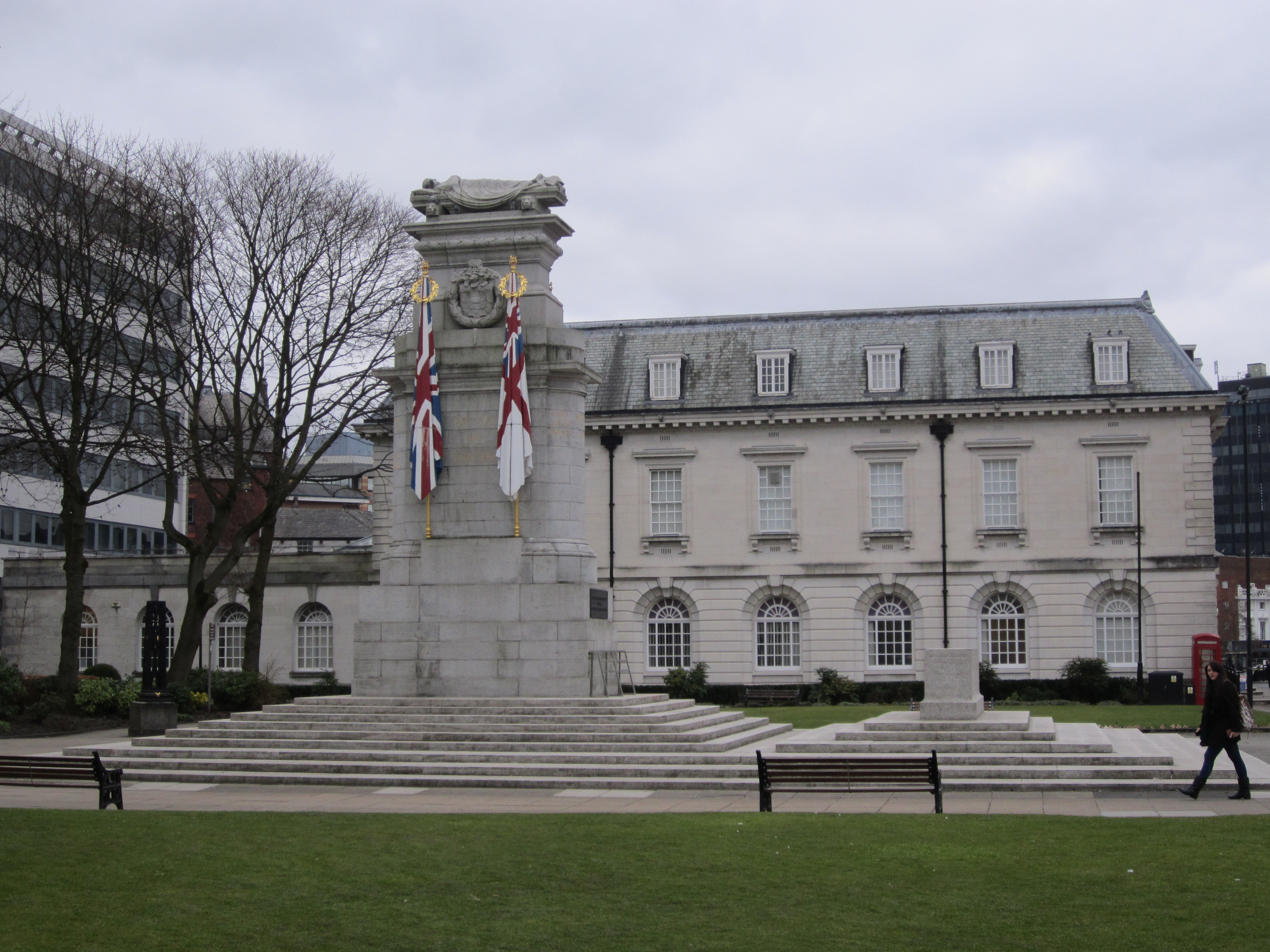
罗奇代尔纪念碑由衣冠冢和世界大战纪念石组成

诺丁汉霍布森有限公司承建纪念碑。许多一战纪念建筑包含宗教意味浓郁的雕塑或象征，但罗奇代尔纪念碑像鲁琴斯众多同类作品一样借鉴古典建筑理念，采用抽象和普世形状。纪念碑主要由两部分组成：十米高的塔形衣冠冢，浅灰色康沃尔花崗岩制成的世界大战纪念石。纪念石放在凸起的平台（柱座）上，其下是三级台阶。衣冠冢与平台相隔六级台阶，每级都是矩形，从下往上逐渐缩小，长轴是东南至西北走向。衣冠冢东北和西南各有两面配有镀金青铜旗杆的彩绘石旗，其中西南面是聯合傑克和白船旗，东北面是英國皇家空軍軍旗与红船旗。旗杆两头比中间粗，顶端带有金色花环，两旗花环中间是罗奇代尔盾徵。塔顶是躺卧军人雕像，身上盖着大衣。罗奇代尔纪念碑以同由鲁琴斯设计、1921年在德比揭幕的米德兰铁路纪念碑为基础。鲁琴斯的战争纪念建筑经常沿用彩绘石旗，他在设计第一次世界大战阵亡将士纪念碑时首度提议使用彩绘石旗，但委托方没有同意，选择采用布旗。后来他设计的北安普敦战争纪念碑、莱斯特纪念拱门均采用石旗。
塔顶的雕塑是人物而非空坟，与严格意义上的衣冠冢不符。鲁琴斯把雕像置于顶部来保持人物匿名，代表所有阵亡军人，观者可代入自身情感。雕像置于顶部还令观者留意查看上方，把设计之美与纪念亡者联系起来。衣冠冢中部刻有金字：分别是“1914–1919 / 1939–1945; TO THE MEMORY OF THE MEN OF ROCHDALE WHO GAVE THEIR LIVES IN THE GREAT WAR; MCMXIV + MCMXIX / ET / MCMXXXIX + MCMXLV”（1914至1919年，1939至1945年，纪念在世界大战牺牲的罗奇代尔男儿；1914至1919年，1939至1945年）和“THEY WERE A WALL UNTO US BOTH BY NIGHT AND BY DAY”（无论日夜，他们都是我等坚实的依靠），引自《撒母耳记》第25章第16节，由《罗奇代尔观察者报》读者提议。
世界大战纪念石朝向东南，位于衣冠冢和市政厅之间，与平台相隔三级台阶（比衣冠冢少三级）。石上刻有“THEIR NAME LIVETH FOR EVERMORE”（“他们的英名永垂不朽”），纪念二战亡者的铭文是后来新增，还有上刻“TO ALL THOSE WHO DIED / IN THE / SERVICE OF THEIR COUNTRY”（“献给所有为国捐躯者”）的青铜牌匾。鲁琴斯在南安鲁敦纪念碑首度采用衣冠冢与世界大战纪念石组合，与罗奇代尔纪念碑类似。周围的纪念花园旨在纪念兰开夏燧发枪团与皇家燧发枪团阵亡将士，还是罗奇代尔的二战纪念花园。

纪念碑细节图
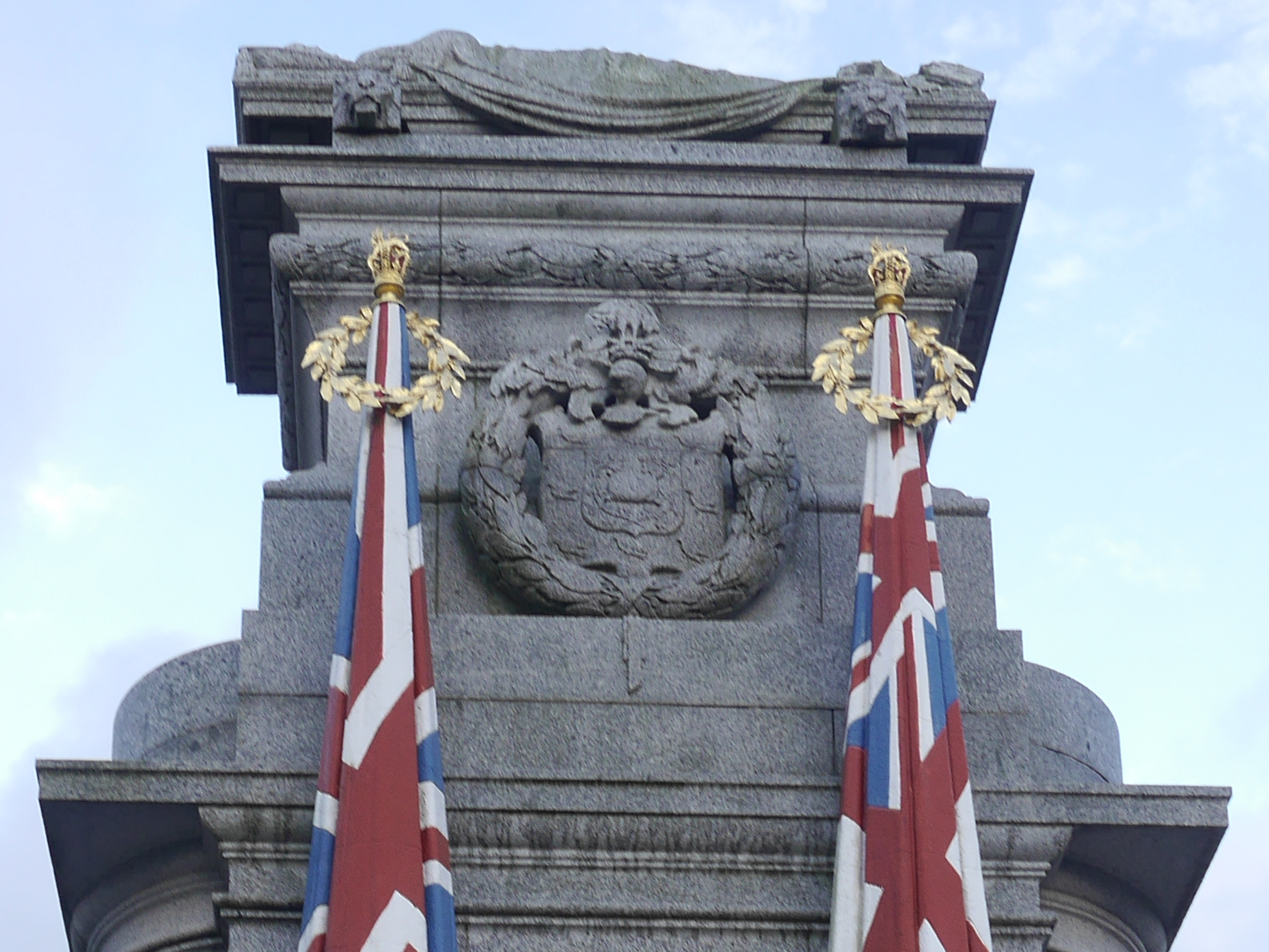
东北方向的彩绘石旗、花环与罗奇代尔盾徽
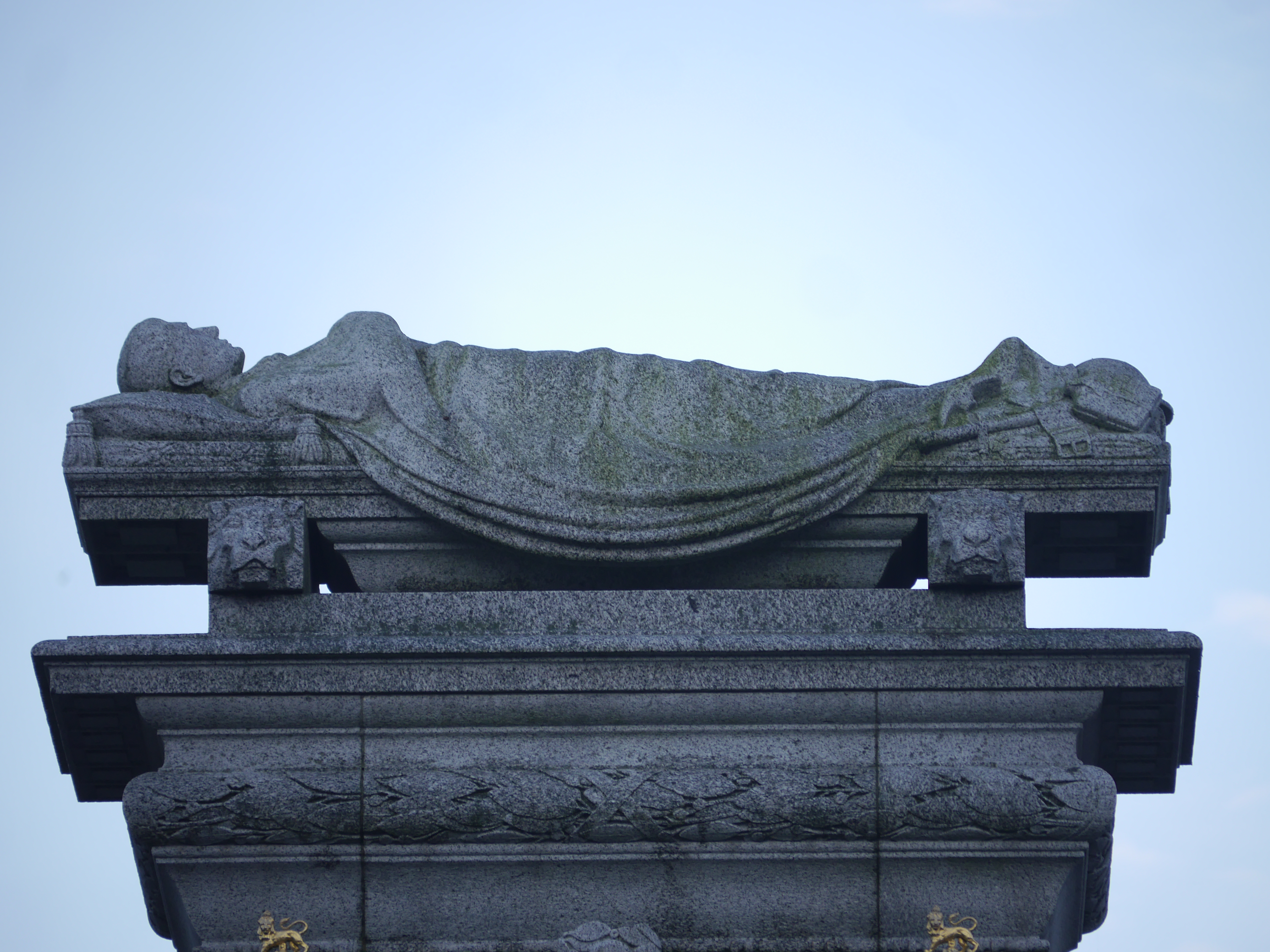
碑顶雕塑
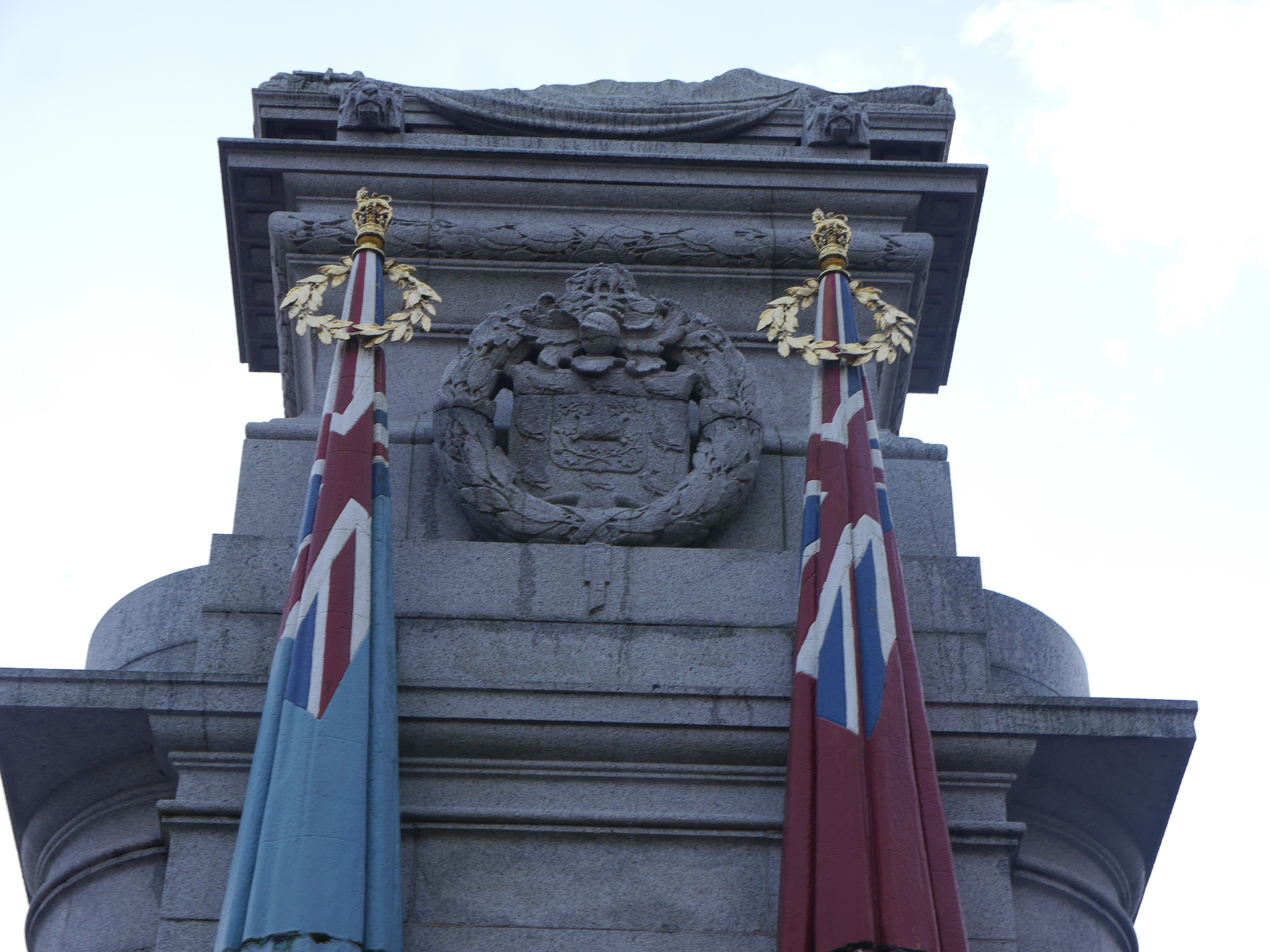
西南方向的彩绘石旗、花环与罗奇代尔盾徽

## 历史

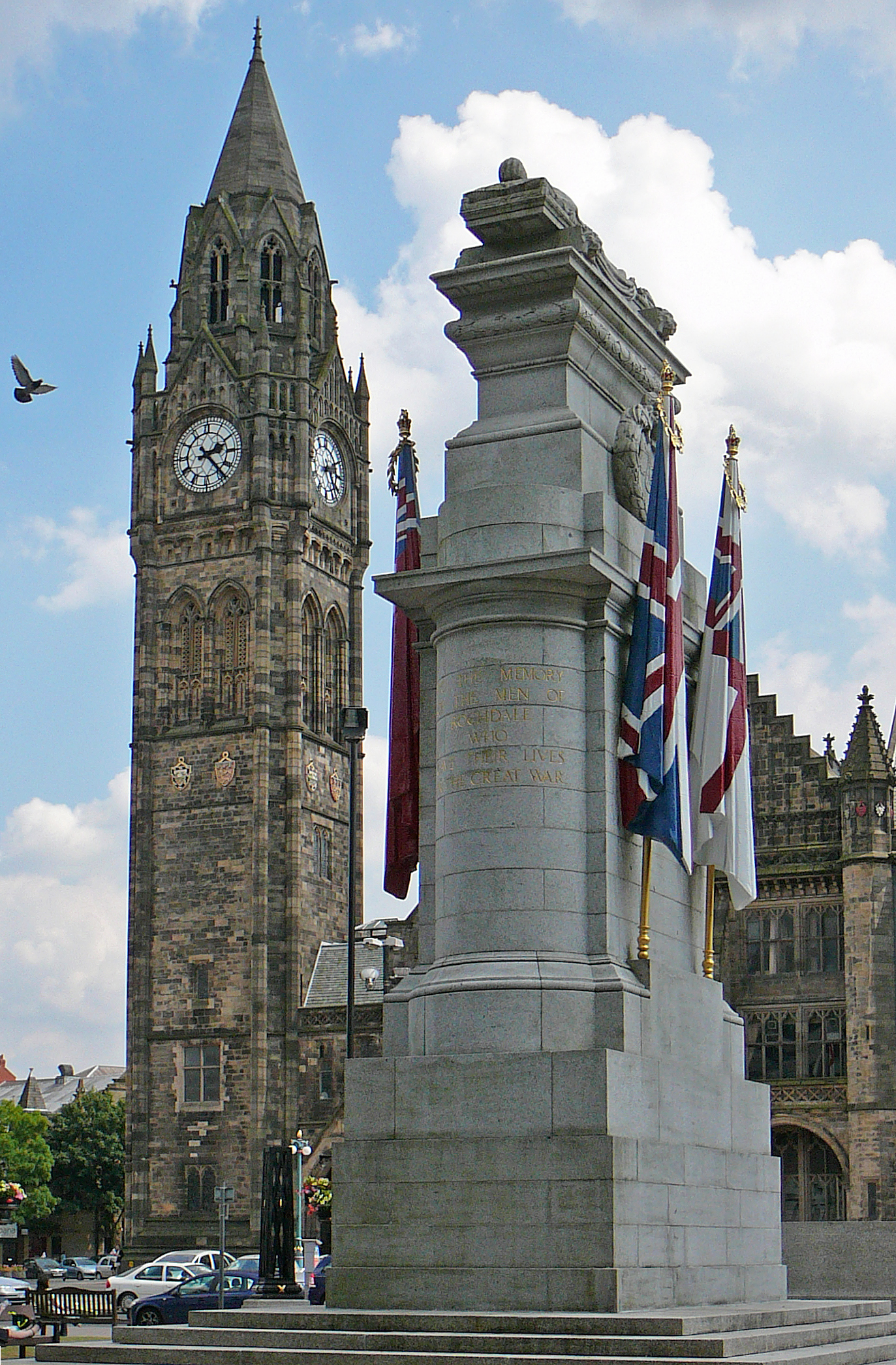
罗奇代尔纪念碑，背景是罗奇代尔市政厅

第十七代德比伯爵爱德华·斯坦利1922年11月26日（周日）为纪念碑揭幕，罗奇代尔会吏长致辞。德比伯爵源于兰开夏地方政治世家，一战期间出任英国战争大臣与征兵主任等公职，战争结束之际当上驻法大使。揭幕罗奇代尔纪念碑两年后，他又为鲁琴斯设计的曼彻斯特纪念碑揭幕。
罗奇代尔纪念碑1985年入选二级登錄建築，英格兰历史建筑暨遗迹委员会认为纪念碑与一同入选的罗奇代尔市政厅、罗奇代尔邮局以及众多灯柱建筑美感相辅相成、交相辉映。未经授权拆除或修整登录建筑将受法律惩处，其中二级代表“拥有特殊价值，值得尽一切努力保护”的建筑，占登录建筑总量的92%。2015年11月，为纪念第一次世界大战100周年，鲁琴斯所有的战争纪念建筑均入选“国家收藏”，英格兰境内他设计的独立纪念碑全部列入登录建筑，已经入选的重新评级。罗奇代尔纪念碑升为一级，占登录建筑总数的2.5%，属“最具历史价值”的建筑。

## 脚注
1. 1 2 3 4 5 6 7 8 9 10  Historic England.
2. 1 2 3  Skelton & Gliddon 2008，第63頁.
3. ↑  Skelton & Gliddon 2008，第24–25頁.
4. 1 2  Amery 1981，第148頁.
5. ↑  Stamp.
6. ↑  Winter 2014，第102–104頁.
7. ↑  Borg 1991，第96頁.
8. ↑  King 1998，第150頁.
9. ↑  Ridley 2003，第311頁.
10. ↑  Amery 1981，第154–155頁.
11. ↑  King 1998，第139頁.
12. ↑  Carden-Coyne 2009，第155頁.
13. ↑  Boorman 1988，第124頁.
14. ↑  Imperial War Museum.
15. 1 2  Pevsner, Hyde & Hartwell 2004，第597頁.
16. ↑  Wyke & Cocks 2004，第323–324頁.
17. ↑  Brown 1996，第175頁.
18. ↑  The Listing and Grading of War Memorials.
19. ↑  National Collection of Lutyens' War Memorials Listed.